# Santuario de la Virgen de la Barca
El Santuario de Nuestra Señora de la Barca es una iglesia parroquial de devoción católica y advocación mariana ubicada en Mugía (La Coruña, Galicia, España).

## Historia
Según leyendas locales, el apóstol Santiago había estado predicando el evangelio en Hispania sin aparente éxito y, desmoralizado, creyó rendirse. En ese momento, mientras rezaba en el punto donde hoy se levanta el templo, una barca de piedra apareció en el mar y en ella se encontraba María que lo consoló, animó y dio por terminada su misión en ese lugar, pidiéndole que volviera a Jerusalén.
Posteriormente dejó en el lugar los restos de la embarcación, que son rocas con formas peculiares que se encuentran frente al templo.
La primera evidencia clara de construcciones en la zona es la de una ermita del siglo XII y posteriormente ya evidencia escrita en el año 1544.
A partir del siglo XVII, y motivado por los milagros atribuidos a la virgen, se fueron construyendo edificios de cada vez mayor tamaño hasta que entre los años 1716 y 1719 se construyó el edificio actual con el patrocinio de los entonces duques de Maceda, cuyos restos fueron posteriormente depositados en el templo.
Posteriormente, durante el siglo XIX, se añadieron al edificio dos construcciones laterales, la casa rectoral (1828) y una espadaña (1834) que aún hoy se conservan.
Ya durante el siglo XX un emigrante gallego en América, financió las obras que remataron la fachada con dos torres. El 25 de diciembre de 2013, durante la ciclogénesis explosiva Dirk, un rayo provocó un incendio que arrasó el techo y el interior de la iglesia con grandes pérdidas materiales aunque no personales. Tras esto, durante meses la estructura soportó vientos huracanados y lluvia incesante hasta que en junio de 2014 comenzaron los trabajos de limpieza y restauración que el arzobispado de Santiago de Compostela asumió en su totalidad.
En 2017 se colocó, en sustitución del retablo mayor, una lámina de vinilo con una fotografía del mismo.

## Peregrinación jacobea
Algunos peregrinos que recorren el Camino de Santiago, después de haber llegado al destino natural de su peregrinación (la Catedral de Santiago de Compostela), prolongan su peregrinaje unas pocas etapas más en dirección a la costa atlántica, bien hasta el cabo de Finisterre, o bien hasta el santuario de la Virgen de la Barca, en Mugía.